# Chiesa di San Martino (Trani)
La chiesa Longobarda di San Martino è una chiesa di Trani sita in via San Martino.

## Storia
La chiesa viene menzionata per la prima volta in una bolla di papa Gregorio VII del 1075, in cui viene ricordata la presenza di un monastero attiguo alla chiesa. Nel XII secolo il monastero era occupato dai monaci di Sant'Ildefonso. La presenza di alcune sepolture risalenti al VI-VII secolo e la struttura della chiesa fanno presupporre che la data di fondazione sia molto precedente all'anno 1000.
La chiesa venne abbandonata al culto e adibita ad altri usi, prima come forno e successivamente come magazzino e deposito di materiale edile. Rientrò in possesso del Comune di Trani nel 1960. Dopo un lungo restauro con lo scopo di ripristinarne l'aspetto originario, la chiesa è stata riaperta al pubblico e, dal gennaio 2008, affidata alla comunità rumena e adibita al culto ortodosso: con una solenne celebrazione in Cattedrale l'Arcivescovo Giovanni Battista Pichierri ha affidato la chiesa al metropolita Iosif della Metropolia ortodossa rumeno dell'Europa occidentale.

## Descrizione
La chiesa si trova circa 2 metri sotto il livello stradale e vi si accede con una scala in un cortile interno. L'edificio ha pianta longitudinale a tre navate con absidi. La navata centrale è coperta da volte a schifo, quelle laterali da volte a botte. Il complesso conventuale annesso è oggi completamente inglobato nelle strutture edilizie adiacenti.
È l'edificio più antico presente in città, costruito con una tecnica adoperata a quei tempi, ad "opus incertum" cioè piccoli e grezzi blocchi lapidei legati tra loro da abbondante malta, e pilastri quadrangolari.
Si presuppone che l'ingresso della chiesa si trovasse ad occidente, in prossimità della bocca del forno, costruito dopo la chiusura al culto e tutt'oggi presente, dato che nel Medioevo l'altare maggiore veniva sempre rivolto ad oriente.
In diversi punti ai lati della navata destra sono stati ritrovati reperti molto antichi, come sarcofagi, lastre sepolcrali, colonne e capitelli. Sulle murature nella navata sinistra, sono stati rinvenuti resti di affresco con raffigurazioni a soggetto sacro.
Sempre nella navata sinistra è presente una serie di archetti, tagliati dalla parete, che fanno presupporre la presenza di un portico.

## Galleria d'immagini

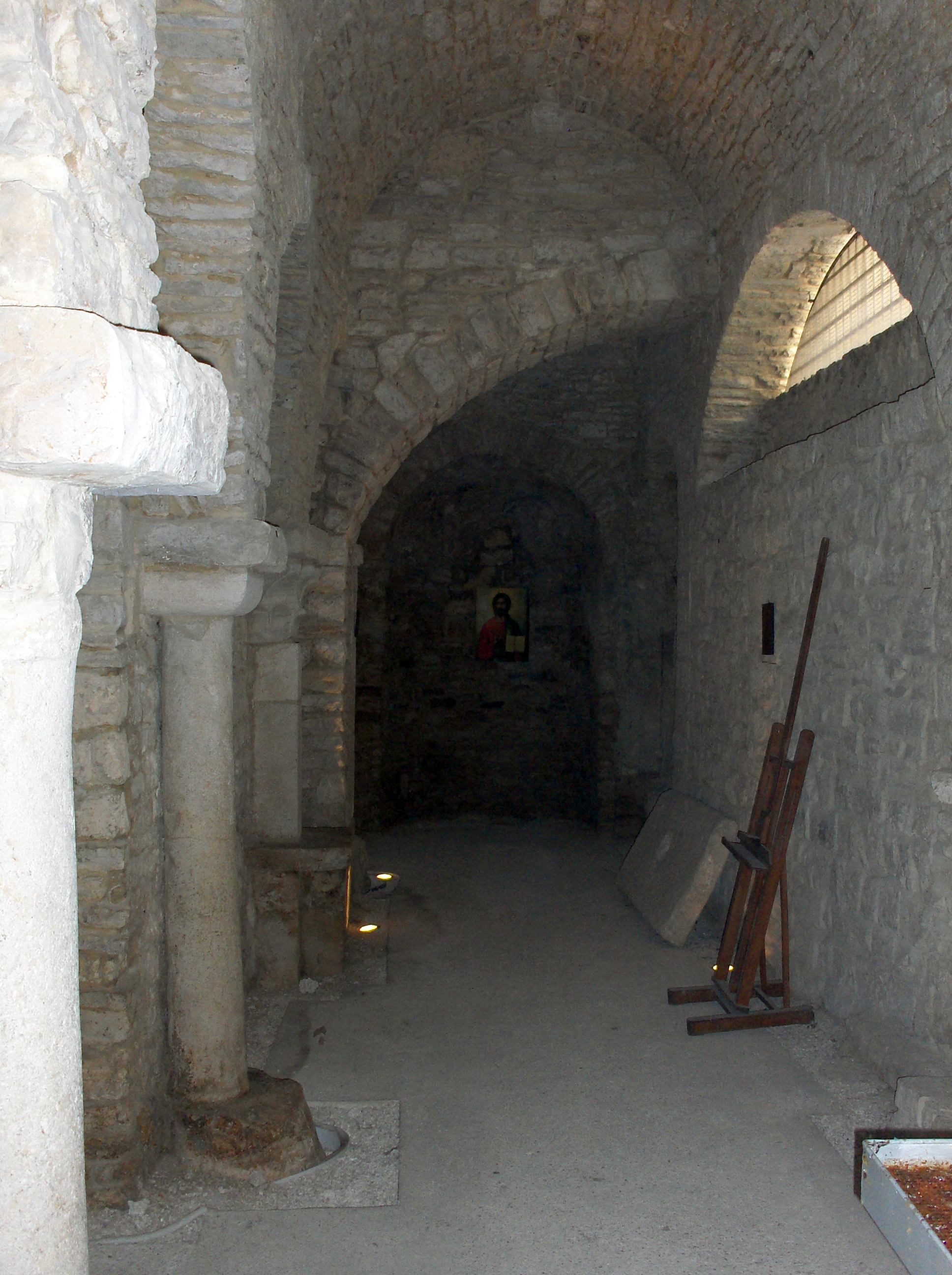
Navata destra della chiesa
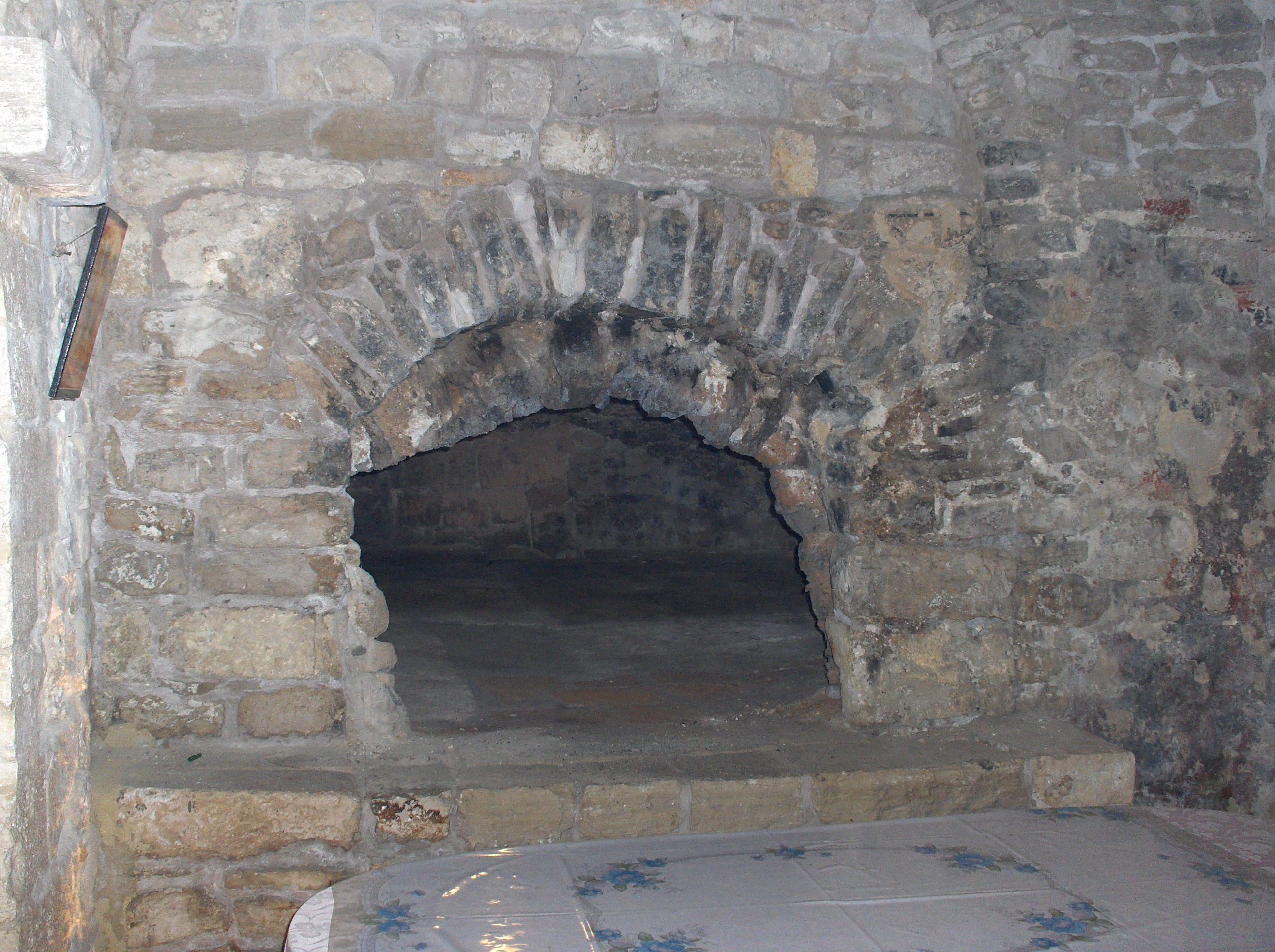
Antico forno presente all'inizio della navata centrale
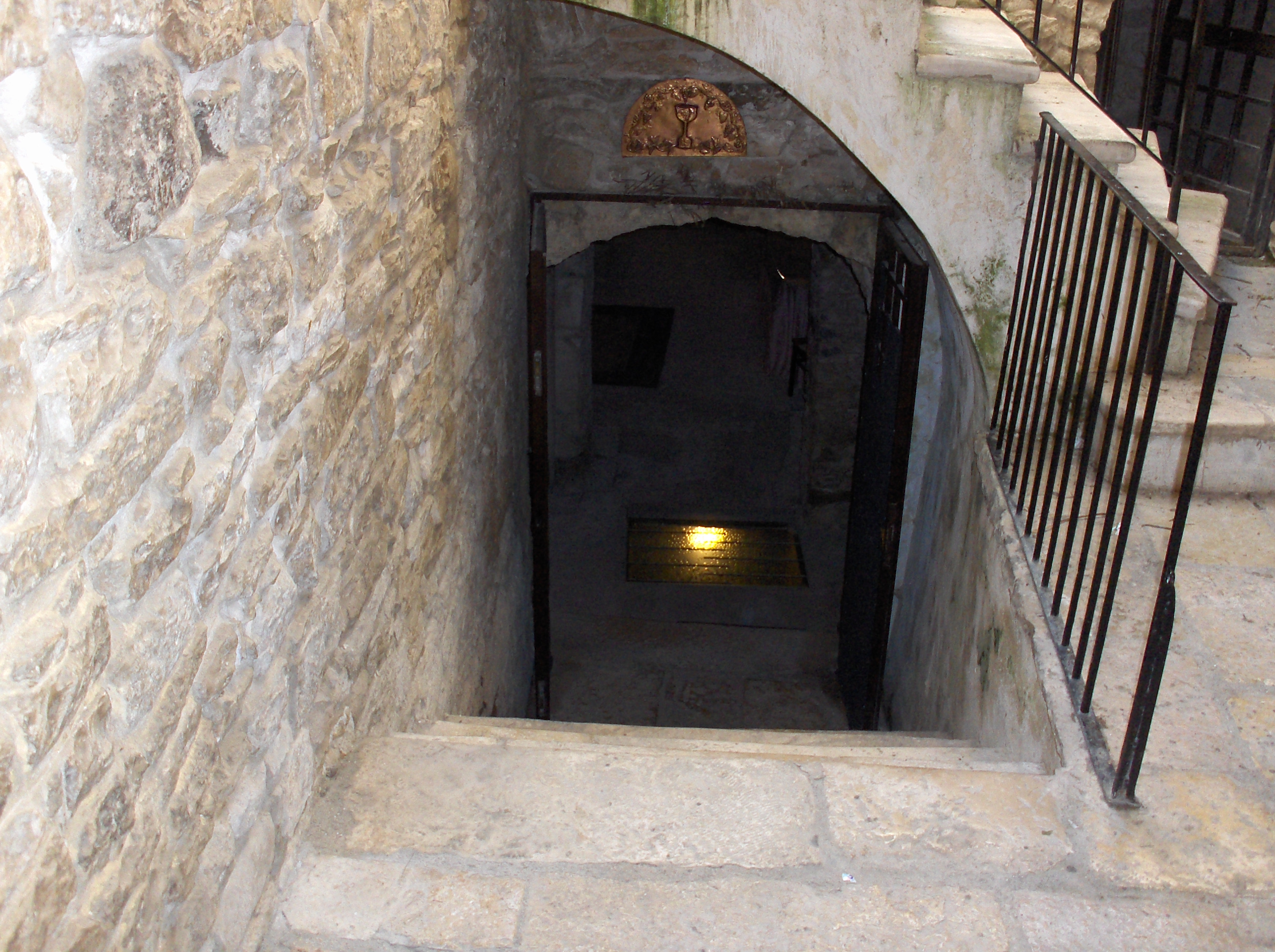
Scala d'accesso alla chiesa sotto il livello stradale